# Märzgefallene. Gereon Raths fünfter Fall
Märzgefallene ist ein Anfang 1933 zur Zeit der Machtübernahme durch die Nationalsozialisten spielender historischer Roman des deutschen Autors Volker Kutscher, welcher im Jahr 2014 im Verlag Kiepenheuer & Witsch erschien. Es handelt sich um den fünften Kriminalroman in der Serie um den Kriminalkommissar Gereon Rath. Die Handlung setzt ein halbes Jahr nach Die Akte Vaterland ein.
Das Buch zeichnet sich neben der vordergründigen Kriminalhandlung, welche in der Tradition der amerikanischen Hardboiled detectives steht, erneut durch sein anschauliches Sittengemälde am Ende der Weimarer Republik in Berlin sowie die Darstellung der politischen Entwicklungen aus, einschließlich des Reichstagsbrandes zu Beginn des Dritten Reiches, welche in ihrer Tragweite im Hinblick auf das Ende der Republik nicht von allen handelnden Personen ernst genommen werden. Neben fiktiven treten auch Personen der Zeitgeschichte und historische Ereignisse auf, welche aus der Sicht der Hauptfigur geschildert werden.

## Handlung
Soldatenmorde im Schatten des Reichstagsbrandes: Gereon Rath ermittelt hart am Rande der Legalität. Rosenmontag 1933: Gereon Rath feiert Karneval in Köln, und der Morgen danach beginnt für ihn mit einem heftigen Kater, der falschen Frau im Bett und einem Anruf aus Berlin: Der Reichstag steht in Flammen! Sofortige Urlaubssperre! Seinen neuen Fall aber erbt Gereon Rath von seinem ungeliebten Vorgesetzten Wilhelm Böhm, der sich unter dem neuen Nazi-Polizeipräsidenten ins politische Abseits manövriert hat: Ein Obdachloser ist erstochen am Nollendorfplatz gefunden worden. Dessen Vorgeschichte führt weit zurück in den Krieg, in den März 1917, als deutsche Soldaten während der »Operation Alberich« in Nordfrankreich verbrannte Erde hinterließen. Ungesühnte Morde, unterschlagene Goldbarren einer französischen Bank und ein in eine perfide Sprengfalle geratener Hauptmann münden sechzehn Jahre später in eine Mordserie. Der Schlüssel zu all dem scheint der kurz vor der Veröffentlichung stehende Kriegsroman des Leutnants a. D. Achim Freiherr von Roddeck zu sein. Rath ermittelt, doch immer wieder funken ihm andere Dinge dazwischen, und da sind die Vorbereitungen für seine Hochzeit mit Charlie Ritter noch das geringste Problem. Er wird in die Kommunistenhatz der Politischen Polizei eingebunden, muss sich mit SA-Hilfspolizisten und dem neuen Polizeipräsidenten herumschlagen und einen Geschäftsfreund des Gangsterbosses Johann Marlow aus den Klauen der SA befreien.

## Historischer Hintergrund

### Reichstagsbrand

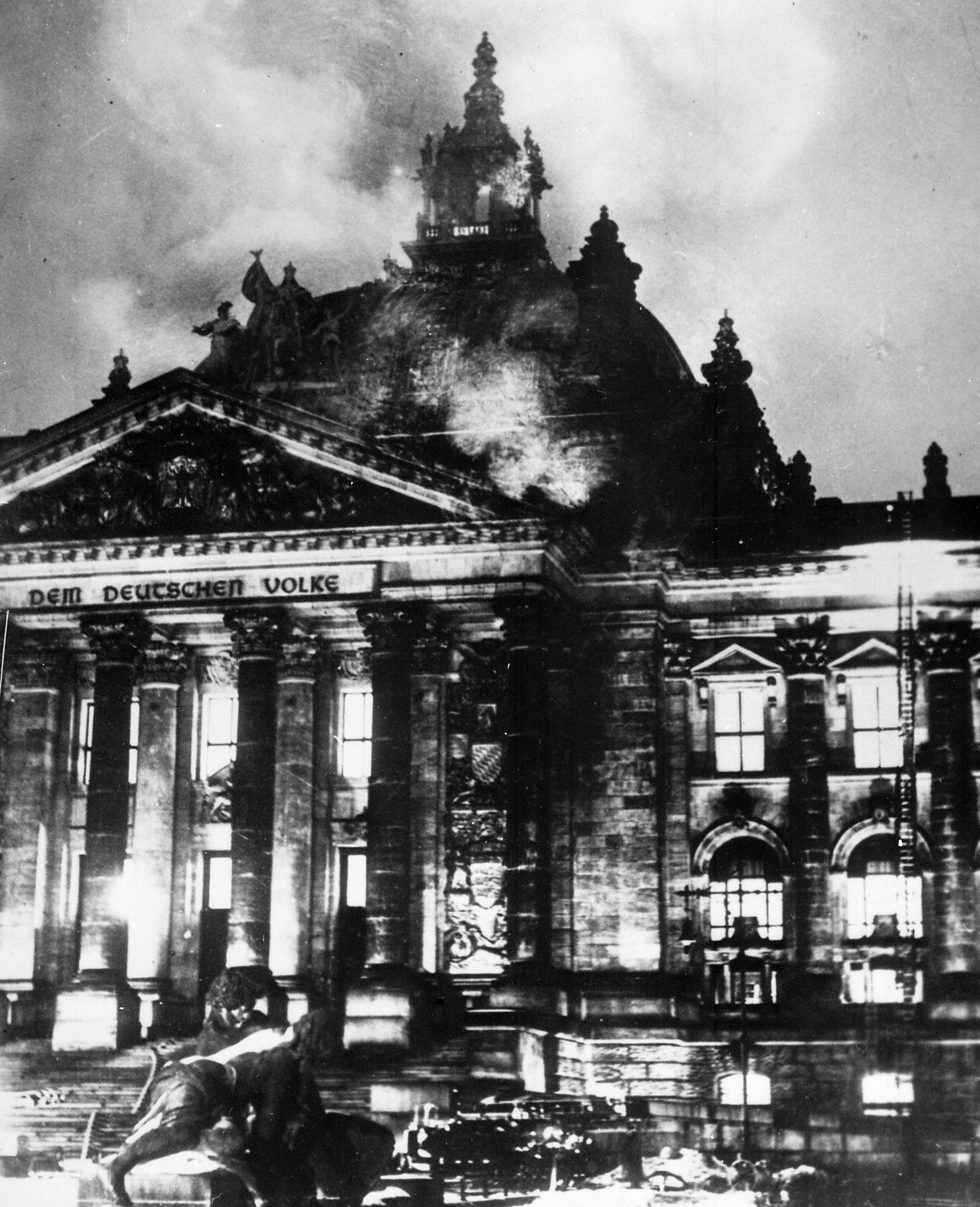
Der brennende Reichstag am 27./28. Februar 1933

Der Brand des Reichstagsgebäudes in Berlin ereignete sich in der Nacht vom 27. auf den 28. Februar 1933 und beruhte auf Brandstiftung. Am Tatort wurde Marinus van der Lubbe festgenommen. Bis zu seiner Hinrichtung beharrte van der Lubbe darauf, den Reichstag allein in Brand gesetzt zu haben. Seine Alleintäterschaft schien bereits vielen Zeitgenossen unwahrscheinlich und wird weiterhin kontrovers diskutiert. Kritiker der Alleintäterthese vermuten eine unmittelbare Tatbeteiligung der Nationalsozialisten. Unbestritten sind die politischen Folgen. Bereits am 28. Februar 1933 wurde die Verordnung des Reichspräsidenten zum Schutz von Volk und Staat (Reichstagsbrandverordnung) erlassen. Damit wurden die Grundrechte der Weimarer Verfassung de facto außer Kraft gesetzt und der Weg freigeräumt für die legalisierte Verfolgung der politischen Gegner der NSDAP durch Polizei und SA. Die Reichstagsbrandverordnung war eine entscheidende Etappe in der Errichtung der nationalsozialistischen Diktatur. Die Gefängnisse waren bald überfüllt, jeden Tag kamen neue Häftlinge hinzu. Politische Häftlinge wurden nun in improvisierten Haftorten gefangengehalten. So entstanden die „wilden“ (auch „frühen“) Konzentrationslager. Der Reichstagsbrand fiel mitten in den Wahlkampf für die Reichstagswahl vom 5. März 1933. Wie die ersten Äußerungen am Tatort gezeigt haben, war man bis in hohe Kreise der NSDAP von einem Aufstandsversuch der KPD überzeugt. Andere zeitgenössische Beobachter hielten ihn für eine Aktion der neuen Machthaber, um geplante politische Repressalien zu legitimieren. Das Ereignis kam – unabhängig von der wahren Täterschaft – den Nationalsozialisten äußerst gelegen. Der Wahlkampf der NSDAP wurde ohnehin bereits als „Kampf gegen den Marxismus“ geführt. Der Brand gab der Partei nunmehr die Möglichkeit zu radikalerer Gewaltanwendung unter Einsatz staatlicher Machtmittel gegen die Linksparteien.

### Hitlers Machtübernahme

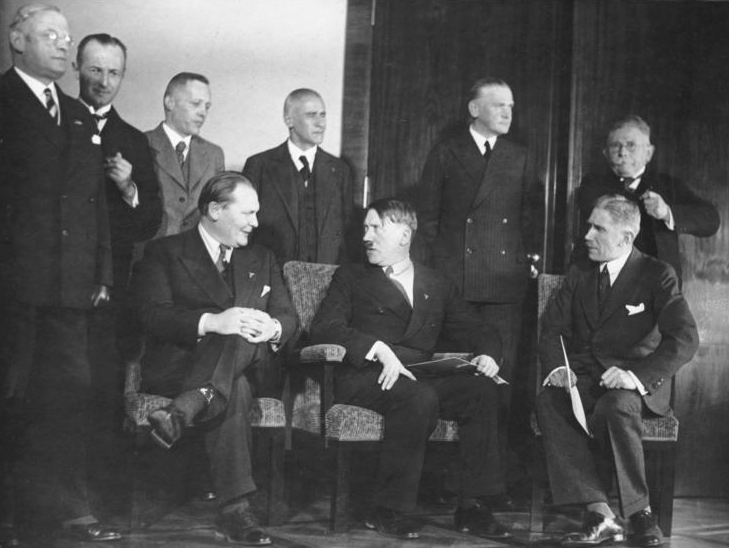
Das „Kabinett Hitler“: die Nationalsozialisten Hitler, Göring und Frick, „eingerahmt“ von konservativen Ministern (alte Reichskanzlei, 30. Januar 1933)

Die Neuwahlen vom November 1932 brachten einen Rückgang der Stimmen für die NSDAP. Die meisten Beobachter interpretierten dies als Anfang vom Ende der NSDAP. Eine regierungsfähige Mehrheit existierte weiterhin nicht. Kanzler Franz von Papen, der inzwischen Konjunkturprogramme gestartet hatte, trat zurück, nachdem ihm klar geworden war, dass er die Unterstützung der Reichswehr bei der Absicherung einer Diktaturregierung nicht besaß. Zudem hatte es der Reichstag aufgrund eines Verfahrensfehlers Papens geschafft, ihm rechtlich wirkungslos, aber öffentlichkeitswirksam das Misstrauen auszusprechen. Aufgrund der fehlenden Unterstützung durch Wehrminister General Kurt von Schleicher, die im Zuge einer militärischen Simulation eines möglichen Aufstandes (des „Planspiels Ott“) sichtbar geworden war, verweigerte Hindenburg die geforderte Auflösung des Reichstags ohne Festsetzung von Neuwahlen. Diese Ausschaltung des Parlaments, gestützt auf das Argument des Staatsnotstands, hätte einen offensichtlichen Verfassungsbruch dargestellt. Papens Nachfolger wurde Kurt von Schleicher, der bis dahin im Hintergrund die Fäden gezogen hatte und für Papens Sturz verantwortlich war. Doch auch sein Konzept, einen Ausweg aus der Krise zu finden, scheiterte. Er hatte eine breite „Querfront“ von den Gewerkschaften bis zum linken Flügel der NSDAP um Gregor Strasser erstrebt, Strasser musste aber vor Hitler kapitulieren. Am 28. Januar 1933 musste auch Schleicher zurücktreten, nachdem er zuletzt selbst von Hindenburg erfolglos die Ausrufung des Staatsnotstands gefordert hatte. Schleicher selbst war kein Demokrat, sein Verhältnis zur NSDAP wandelte sich mehrmals, zuletzt empfahl er Hindenburg ein Kabinett unter Hitler (Akten der Reichskanzlei, Dok. Nr. 72 vom 28. Januar 1933). Schleicher konnte nicht wissen, dass ausgerechnet er, Meister der Intrigen, nun selbst Opfer einer Intrige geworden war: Schon am 4. Januar 1933 hatte sich sein ehemaliger Schützling Franz von Papen mit Hitler zu Geheimverhandlungen im Privathaus des Kölner Bankiers Kurt von Schröder getroffen. Diesem Gespräch folgten weitere, zuletzt auch unter Anwesenheit des Staatssekretärs des Reichspräsidenten, Otto Meissner, und des Sohnes des Reichspräsidenten, Oskar von Hindenburg, beides einflussreiche Berater in der Kamarilla des greisen Paul von Hindenburg. Sie vereinbarten eine Koalitionsregierung aus Deutschnationalen und NSDAP, der außer Hitler nur zwei weitere Nationalsozialisten, nämlich Wilhelm Frick als Innenminister und Hermann Göring als Minister ohne Geschäftsbereich und kommissarischer preußischer Innenminister, angehören sollten. Papen selbst war als Vizekanzler und Reichskommissar für Preußen vorgesehen. Hindenburg, der sich bis zuletzt gegen eine Kanzlerschaft des „böhmischen Gefreiten“ Hitler gesträubt hatte, konnte mit dem Hinweis, dass ein von einer konservativen Kabinettsmehrheit „eingerahmter“ NSDAP-Führer nur eine geringe Gefahr bedeute, beruhigt werden. Ein weiteres zentrales Argument für Hindenburg war die formale Verfassungskonformität der Lösung Hitler. Die Ernennung Hitlers zum Reichskanzler am 30. Januar 1933 bedeutete faktisch das Ende der Weimarer Republik – auch wenn die Weimarer Verfassung formal nie außer Kraft gesetzt wurde. Paul von Hindenburg war in diesen Wochen von verschiedenen Lobbyistenverbänden und den Beratern seiner Kamarilla bearbeitet worden. So forderten ihn im November 1932 in der berühmten Industrielleneingabe mehrere Agrarier, Bankiers und Industrielle auf, Hitler zum Kanzler zu ernennen, während im selben Monat ein DNVP-naher „Deutscher Ausschuss“ sich unter der Überschrift „Mit Hindenburg für Volk und Reich!“ für die Regierung Papen, für die DNVP und damit klar gegen die NSDAP aussprach. Hinzu kamen Pressionen im Zusammenhang mit der Osthilfe. Inwieweit all dies seine Entscheidung wirklich beeinflusste, ist schwer zu sagen – Hindenburg hatte zu diesem Zeitpunkt das 86. Lebensjahr erreicht.

### Märzgefallene
Als Märzgefallene bezeichnet man die Todesopfer der Märzrevolution von 1848 in Wien und in Berlin. Die Bezeichnung wurde für weitere Ereignisse aufgegriffen, unter anderem für die Opfer des Kapp-Putsches von 1920 in verschiedenen Städten. Ironisch wurde der Begriff für die hunderttausende Menschen verwendet, die nach der Reichstagswahl im März 1933 die NSDAP-Mitgliedschaft beantragten. Sie wurden auch als Märzveilchen verspottet. Um ihren Einfluss innerhalb der Partei klein zu halten, erließ die NSDAP am 19. April 1933 eine Aufnahmesperre mit Wirkung zum 1. Mai 1933, von der bestimmte Gruppen, so z. B. Mitglieder von SA oder SS, ausgenommen waren. Diese Sperre wurde erstmals nach vier Jahren mit mehreren Änderungen gelockert, wobei auch eine dreimonatige Parteianwärterschaft eingeführt wurde. Daraufhin kam es zu einer erneuten großen Eintrittswelle in die NSDAP. Von Juni 1937 bis Juni 1938 traten 2,1 Millionen Personen in die Partei ein. Am 10. Mai 1939 wurde die Sperre endgültig aufgehoben.

## Hauptpersonen

### Gereon Rath
Aus Köln stammender, zu Alleingängen neigender Kriminalkommissar, der in seiner Heimat ein erfolgreicher Mordermittler war, bis ein tödlicher Schuss aus seiner Dienstwaffe und eine daraus resultierende Pressekampagne seine Karriere dort zerstörte. Auf Vermittlung seines einflussreichen Vaters wechselte Gereon Rath im März 1929 in die Reichshauptstadt zur dortigen Kriminalpolizei, wo er zunächst der Sittenpolizei zugeordnet war, bevor ihm der Wechsel zur Mordinspektion (Inspektion A) gelang. Seine Eigenmächtigkeit und Unbeherrschtheit haben eine überfällige Beförderung zum Oberkommissar bislang verhindert. Er interessiert sich nicht für Politik, muss sich aber mit den neuen Machthabern arrangieren.

### Charlotte Ritter
Genannt Charly. Kommissaranwärterin bei der Weiblichen Kriminalpolizei und Gereon Raths Verlobte. Sie sieht durch die Machtübernahme Hitlers die Demokratie bedroht.

### Wilhelm Böhm
Oberkommissar bei der Inspektion A, genannt die „Bulldogge“ und einer der wichtigsten Mitarbeiter von Ernst Gennat. Er pflegt einen sehr ruppigen Umgangston, nicht nur im Umgang mit Verdächtigen und Zeugen, sondern auch mit Kollegen und Untergebenen. Böhm mag Gereon Rath wegen dessen Eigenmächtigkeit nicht. Er manövriert sich innerhalb der Berliner Kriminalpolizei ins politische Abseits. Von ihm „erbt“ Rath seinen neusten Fall.

### Reinhold Gräf
Kriminalsekretär bei der Inspektion A. Er ist mit Gereon Rath befreundet, welchem er seine Beförderung verdankt.

### Andreas Lange
Kriminalassistent bei der Inspektion A. Er ist Gereon Rath als Mitarbeiter zugeteilt.

### Karin van Almsick
Kommissaranwärterin bei der Weiblichen Kriminalpolizei, teilt sich ein Büro mit Charlotte Ritter.

### Ernst Gennat
Kriminalrat und Leiter der Inspektion A, wegen seiner Leibesfülle „Buddha“ oder auch „der volle Ernst“ genannt (historische Figur). Er hat die Mordinspektion aufgebaut und moderne Ermittlungsmethoden eingeführt, was ihn schon zu Lebzeiten zur Legende gemacht hat. Er schätzt Gereon Raths Fähigkeiten als Ermittler.

### Johann Marlow
Geschäftsmann und organisierter Verbrecherboss, auch „Dr. M.“ genannt. Drahtzieher des (fiktiven) Ringverein Berolina, welcher gesetzeswidrige Geschäfte aller Art wie Rauschgifthandel oder illegale Nachtclubs betreibt. Auf seiner Gehaltsliste stehen auch Beamte der Berliner Polizei, Gereon Rath gehört nicht dazu, hat aber ein besonderes Verhältnis zu ihm. Er gerät in Konflikt mit der SA.

### Achim Freiherr von Roddeck
Leutnant a. D., Eintänzer und Schriftsteller. Seine 1933 veröffentlichten Kriegserinnerungen „Märzgefallene“ haben einen unerwarteten Erfolg auf dem Buchmarkt.

## Rezeption
Der Roman erhielt überwiegend positive Kritiken. So urteilte das Hamburger Lokalradio: „Volker Kutscher erzählt eine spannende, schlüssige Kriminalstory vor dem Hintergrund einer kurzen, äußerst dynamischen und dabei politisch höchst aufgeladenen Zeitspanne.“ Der Tagesspiegel schrieb: „Wie Kutscher die Atmosphäre im Berlin der versinkenden Weimarer Republik und der obsiegenden Nazis beschreibt, das hat Dichte, Gefühl, Bewegung.“ und Der Stern: „Erneut verwebt der Kölner Autor geschickt die historischen Ereignisse [...] und den vielschichtigen Krimi-Plot zu einem detailsatten, faszinierenden Geschichtspanorama.“

## Fortsetzungen
In der Reihe um Gereon Rath sind bis Oktober 2024 fünf weitere Romane und zwei Novellen erschienen:
- Lunapark. Gereon Raths sechster Fall. Kiepenheuer & Witsch, Köln 2016.
- Moabit. Galiani Berlin, Köln 2017, (Prequel; Illustrationen von Kat Menschik).
- Marlow. Der siebte Rath-Roman. Piper, München 2018.
- Olympia. Der achte Rath-Roman. Piper, München 2020.
- Mitte. Galiani Berlin, Köln 2021, (Illustrationen von Kat Menschik).
- Transatlantik. Der neunte Rath-Roman. Piper, München 2022.
- Rath. Der zehnte Rath-Roman. Piper, München 2024.